# 다쿠안 소호

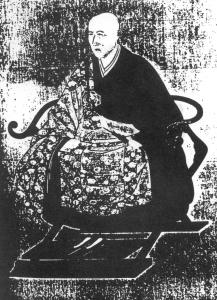

다쿠안 소호(일본어: 澤庵宗彭, 1573년 12월 1일 ~ 1645년 12월 11일)는 일본 에도 시대의 승려이다. 잇큐 소슌과 함께 임제종 다이도쿠지 파 가운데 가장 유명한 인물이다. 1609년 다이도쿠지의 제153대 지주가 되었고, 고미즈노오 천황을 비롯하여 고노에 노부타다(近衛信伊), 가라스마루 미쓰히로, 고노에 노부히로(近衛信尋) 등 유력한 조정의 신하들과 교류하였고, 호소카와 유사이 등과도 참선 및 와카를 통하여 교류하며 와카, 다도, 일본식 조경 등에 많은 영향을 끼쳤다.
1627년 7월, 다쿠안은 "자의 사건"에 연루된다. 이 사건은 1615년 도쿠가와 이에야스가 반포한 "다이도쿠 제법도"에 명시된 내용과 관련되어 발생한 것으로, 천황의 허가를 받고 다이도쿠지 주지로 취임할 때 보라색 옷, 즉 자의를 입는 것이 사전에 막부에 고지되어야 한다는 조항을 위반하였다는 이유로, 법도가 제정된 이후 승려가 된 자의 자격을 무효로 하고 자의의 착용을 정지하였다. 이러한 조치 이후 막부는 다이도쿠지의 승려들에게 의견을 물었는데, 다쿠안과 고게쓰 (江月) 등 북파 승려들은 법도의 부조리성을 지적한 글을 막부에 올렸다. 그러나 막부에서 상소의 내용이 승록 인 곤치인 스덴과 막부에 대해 비판하고 있다는 것을 문제삼아, 대승정 덴카이 쇼닌의 변호에도 불구하고 데와국 가미노야마성 성주인 도키 요리유키에게로 유배되었다.
그러나 다쿠안은 도키로부터 호의적인 대우를 받으며 2년 동안 가미노야마에서 생활하다 에도로 다시 소환되어, 1634년에 사면되었다. 그 후 다쿠안은 다이도쿠지의 출가 복구 운동을 진행하였다. 그러다 도쿠가와 이에미쓰의 검술 사범으로 일하던 야규타지마노가미 무네노리(柳生但馬守宗矩)의 중개로 이에미쓰와 대면하였다. 이에미쓰는 다쿠안을 점점 가까이하게 되었으며, 1637년 10월 시마바라의 난이 일어나면서부터 다쿠안은 막부의 중요한 위치에 오르게 된다. 난이 기독교도의 집단 봉기 양상을 띈데다 장기화되어가자 전문 지식을 가진 종교인들이 필요하게 되었고, 결국 다쿠안이 난의 처리를 위임받게 되었다. 이에미쓰는 에도 인근의 무사시시나가와에 도카이지를 건립하여 이 사건에 대응하려 했는데, 도카이지 창립 이후 다쿠안을 절의 개조(開祖, 첫 주지)로 임명하여 막부가 제공한 500석의 영지를 근거로 해 지주 신분을 보장해주는 동시에, 종교 행정의 고문으로 활동하게 하려 했던 것이다. 다쿠안은 곤치인 스덴과 같은 역할을 하는 것은 거부했지만 절의 첫 주지가 되는 것은 승낙하였다.
이후 이에미쓰는 도카이지를 자주 드나들었고, 사카이 다다카쓰와 호리타 마사모리의 측근이 절 내에 작은 암자를 운영하고, 고보리 엔슈가 정원을 조영하는 등 다쿠안은 막부 사람들과 더 밀접한 관계를 맺게 되었다. 1641년에는 다이도쿠지의 출가가 부활하였으며, 1645년 12월 다쿠안은 "몽"(夢)이라는 한 글자를 남기고 사망했다.

## 주해
1. ↑  승려에 관한 모든 기록을 맡은 사람
2. ↑  다만 이는 이에미쓰와의 사적 관계에 의한 것으로, 다쿠안에게 공식적인 신분이나 직위가 제수된 것은 아니다. (고미, 237쪽)

## 같이 보기
- 단무지

## 참고 서적
- 고미 후미히코 씀, 한은미 옮김, 《2천년 일본사를 만든 일본인 이야기》 (2003년), 이손사, ISBN 89-87095-48-7